# Erebusa
Erebusa is een geslacht van kreeftachtigen uit de klasse van de Malacostraca (hogere kreeftachtigen).

## Soort
- Erebusa calobates Yeo & Ng, 1999